# Epidemiología molecular
La epidemiología molecular es una rama de la epidemiología y de las ciencias médicas que se enfoca en la contribución de los factores de riesgo, genéticos y ambientales, identificados a nivel molecular, a la etiología, distribución y prevención de enfermedades en las familias y a través de las poblaciones. Este campo ha emergido de la integración de la biología molecular en la investigación epidemiológica tradicional. La epidemiología molecular mejora el entendimiento de la patogénesis  al identificar rutas específicas, moléculas y genes que modifican el riesgo de desarrollar una enfermedad. De forma más general, busca establecer el entendimiento de cómo las interacciones entre rasgos genéticos y factores ambientales dan como resultado la enfermedad.

## Historia
El término epidemiología molecular fue acuñado por primera vez por Edwin Kilbourne en 1973 en un artículo titulado "La epidemiología molecular de la influenza". El término se formalizó con la formulación del primer libro sobre el tema: Epidemiología molecular: principios y práctica, escrito por Schulte y Perera. En este libro se habla acerca del impacto de los avances en investigación molecular que han dado origen a la medición y uso de los biomarcadores como una herramienta fundamental para vincular la biología molecular con la investigación y las estrategias epidemiológicas para entender los mecanismos ocultos de la enfermedad en las poblaciones.

## Uso moderno
Mientras que la mayoría de los estudios epidemiológicos moleculares usan el sistema convencional de designación de la enfermedad, evidencias apuntan que la evolución de la enfermedad representa un proceso inherentemente heterogéneo que difiere de persona a persona. Conceptualmente, cada individuo tiene un proceso de enfermedad único que es diferente del de cualquier otro individuo (principio de la enfermedad única), considerando único también el factor ambiental y su influencia en el proceso de la patología molecular en cada individuo. Estudios que analizan la relación entre el ambiente y la huella patológica de la enfermedad (particularmente el cáncer) se han vuelto más comunes a partir del año 2000. Sin embargo, el uso de la patología molecular en la epidemiología posee retos únicos incluyendo la falta de metodologías estandarizadas y lineamientos así como la escasez de expertos multidisciplinarios y programas de entrenamiento. El uso de la epidemiología molecular para este tipo de investigaciones enmascaró la presencia de estos problemas e impidió el desarrollo de métodos y guías. Más allá de eso, el concepto de enfermedad heterogénea causa conflictos con la premisa de que los individuos con la misma enfermedad tienen etiologías y procesos similares.

## Métodos analíticos
El genoma de especies bacterianas determina fundamentalmente su identidad. Por esta razón, técnicas de electroforesis en gel pueden ser usadas en epidemiología molecular para analizar comparativamente patrones de fragmentos cromosómicos bacterianos y elucidar el contenido genómico de células bacterianas. Debido a su amplio uso y habilidad para analizar la información epidemiológica de la mayoría de los patógenos bacterianos basados en sus marcadores moleculares, la electroforesis en gel es altamente utilizada en estudios de este tipo.

## Aplicaciones
La epidemiología molecular permite el entendimiento de la mayoría de las consecuencias moleculares e implicaciones de la dieta, estilo de vida y factores ambientales, en particular cómo estas decisiones dan lugar a mutaciones genéticas y cómo estas mutaciones se distribuyen entre ciertas poblaciones a través del uso de biomarcadores e información genética. Los estudios de epidemiología molecular permiten proveer información adicional acerca de factores de riesgo previamente identificados y mecanismos de la enfermedad. Aplicaciones específicas incluyen:
- Vigilancia molecular de factores de riesgo.
- Medición de la distribución geográfica y temporal de factores de riesgo.
- Caracterización de la evolución de patógenos y la clasificación de especies patógenas.[14]

## Críticas
Mientras que el uso de técnicas avanzadas de análisis molecular en el campo de la epidemiología provee grandes herramientas, el catedrático del Instituto Hospital del Mar de Investigaciones Médicas en Barcelona, España, Miquel Porta, ha identificado diversos problemas en el campo de la epidemiología molecular, particularmente en el momento de seleccionar e incorporar datos de manera imparcial Las limitaciones de los estudios en epidemiología molecular son similares a los de los estudios epidemiológicos genéricos, como son muestras convenientes tanto de la población objetivo como de la información genética, tamaños de muestra pequeños, métodos estadísticos inapropiados, controles de calidad pobres y definiciones ambiguas de las poblaciones objetivo.